# Emil Linde
Emil Linde, né le 7 février 1994, est un coureur cycliste suédois, spécialiste de VTT et notamment de cross-country eliminator.

## Biographie
En 2016, il devient champion d'Europe de cross-country eliminator à domicile, à Huskvarna. Il devance l'Autrichien Daniel Federspiel et son compatriote Martin Setterberg.

## Palmarès en VTT

### Championnats du monde
- Champéry 2011
  - 9e du relais mixte
- Leogang 2012
  - 6e du relais mixte
- Lillehammer-Hafjell 2014
  -  7e du cross-country eliminator
- Nové Město 2016
  -  4e du cross-country eliminator

### Championnats d'Europe
- Huskvarna 2016
  -  Champion d'Europe de cross-country eliminator
  - 9e du relais mixte